# Museo del Novecento

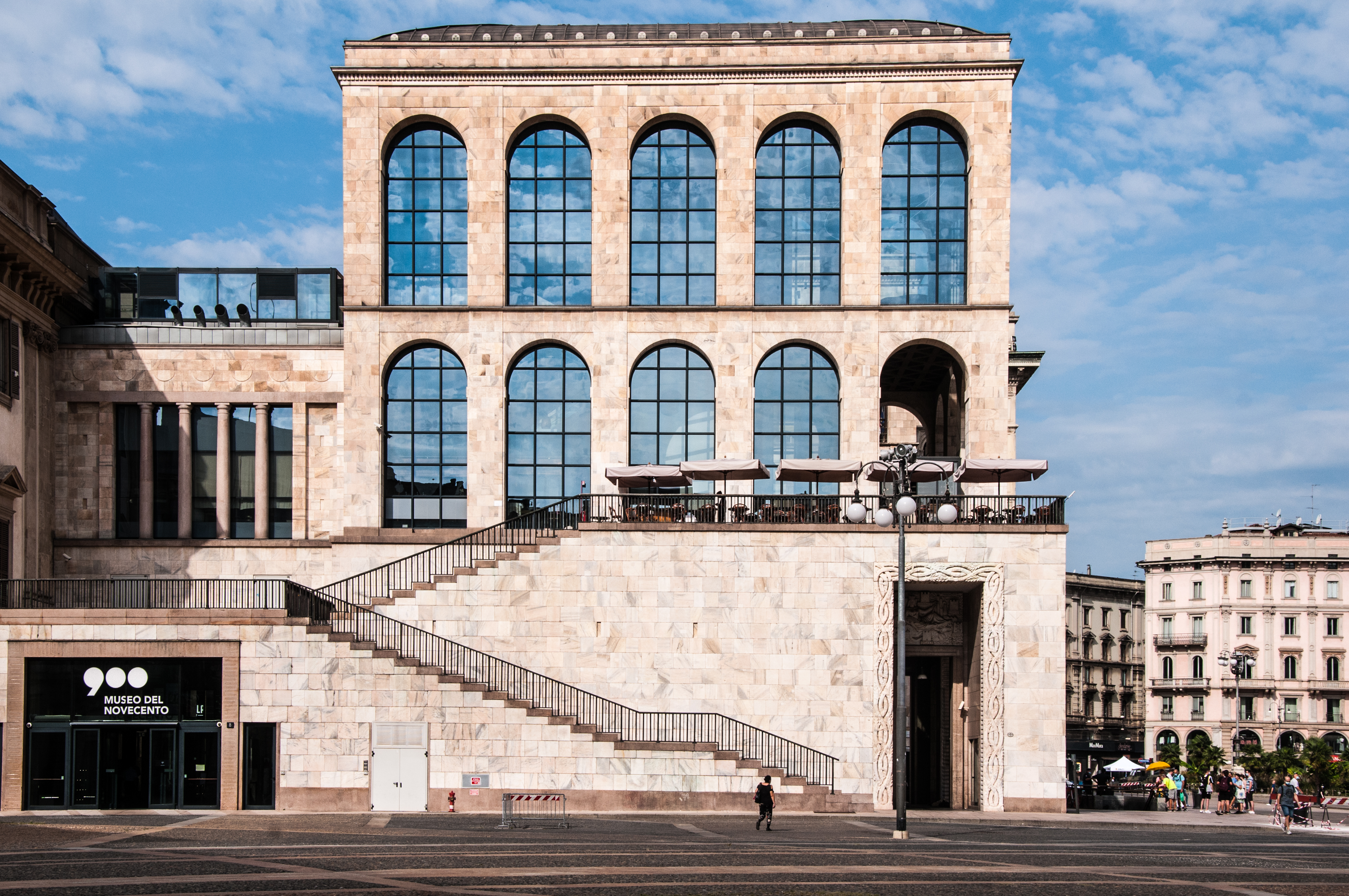
Palazzo dell’Arengario

Das Museo del Novecento von Mailand ist eine Dauerausstellung von Kunstwerken des 20. Jahrhunderts, die im Palazzo dell’Arengario und dem angrenzenden Palazzo Reale in Mailand untergebracht ist. Das Museum wurde 2009 eröffnet und übernahm die Sammlungen des früheren Civico Museo d’Arte Contemporanea (CIMAC), das sich im zweiten Stock des Palazzo Reale befand und 1998 geschlossen wurde.

## Geschichte

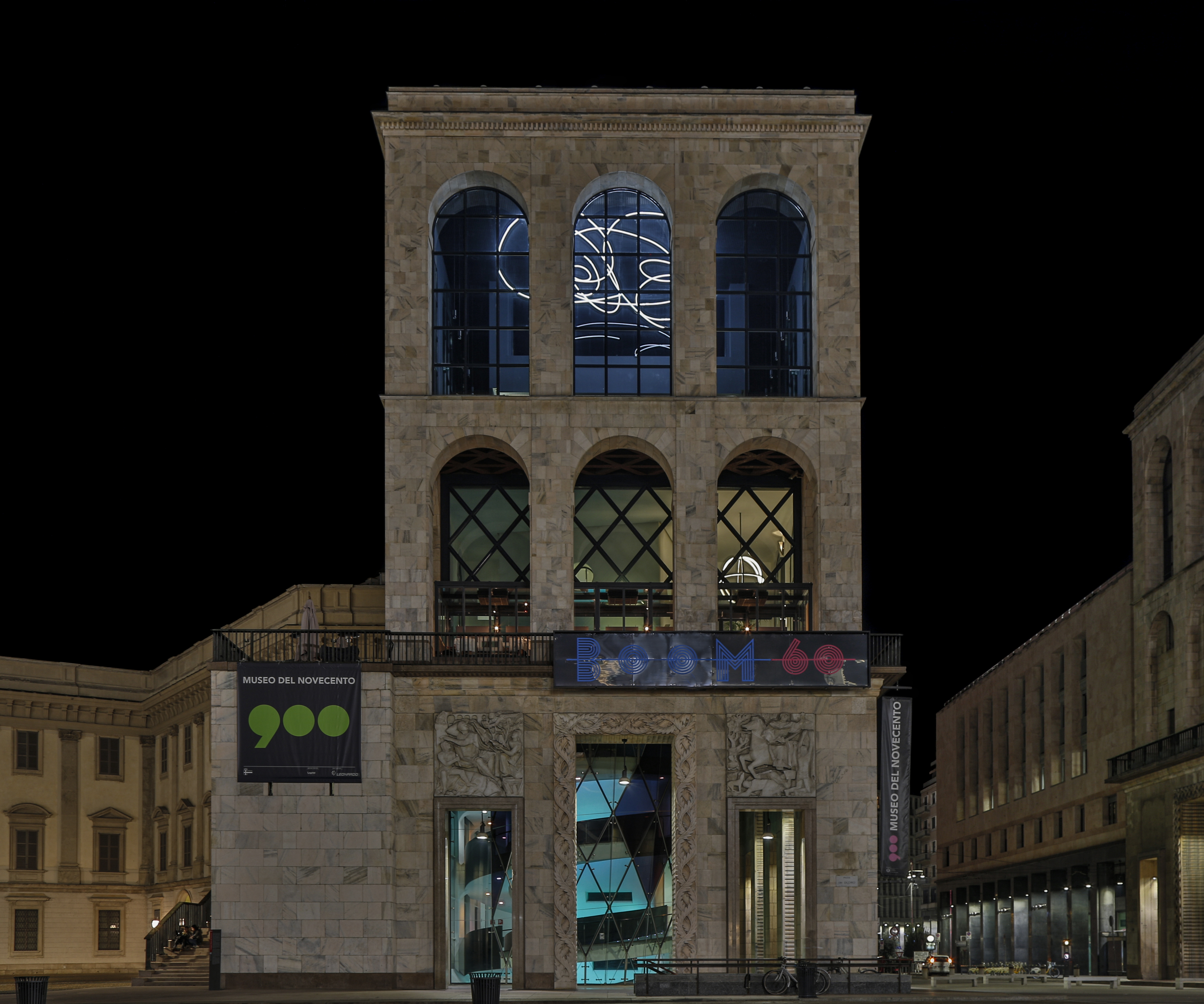
Seitenansicht des Museums

Das Museum befindet sich im Palazzo dell’Arengario und wurde am 6. Dezember 2010 eröffnet. Die Renovierungsarbeiten des Gebäudes wurden von den Architekten Italo Rota, Emanuele Auxilia, Fabio Fornasari und Paolo Montanari durchgeführt und kosteten insgesamt rund 28 Millionen Euro. Die Fassade des Arengario wurde nur konservativ restauriert, während das Innere des Gebäudes gegenüber dem ursprünglichen Zustand völlig verändert wurde. Ziel war es, einen Museumsrundgang zu schaffen, der die Räumlichkeiten des Arengario voll ausnutzt; zu diesem Zweck wurde im Inneren eine Wendeltreppe eingebaut, über die die Besucher direkt von der U-Bahn-Station Duomo in das oberste Stockwerk gelangen können. Das Museum ist außerdem über einen offenen Übergang mit dem Palazzo Reale verbunden.

## Beschreibung
Das Museo del Novecento erstreckt sich über drei Stockwerke des ersten Turmes des Palazzo dell’Arengario und zwei Säle im zweiten Stock des Palazzo Reale in Mailand. Das Museum verfügt im Untergeschoss über einen Vortragssaal und ein didaktisches Labor, während sich im Erdgeschoss der Empfangsbereich und der Saal für die Wechselausstellungen befinden. Über eine spiralförmige Rampe gelangt man in den ersten Stock, wo der Ausstellungsrundgang beginnt, der ursprünglich mit dem Der vierte Stand eröffnet wurde, das seit Juli 2022 wieder im GAM in Mailand zu sehen ist, und dann mit der Avantgarde und dem Futurismus fortgesetzt wird. Im zweiten Stock werden das Novecento, die Metaphysik, der Rationalismus und der Abstraktionismus vorgestellt, um dann im dritten Stock mit der informellen Kunst, dem Spazialismo und den Künstlern des Azimuths fortzufahren. Der Rundgang führt über einen offenen Gang, der das Museum mit dem Palazzo Reale verbindet, zu den Sälen der kinetischen und programmierten Kunst, weiter zu den Sälen der Gruppo T, der italienischen Pop Art und der analytischen Malerei, um schließlich in einem Saal zu enden, der Arte Povera gewidmet ist.

### Erdgeschoss und erster Stock

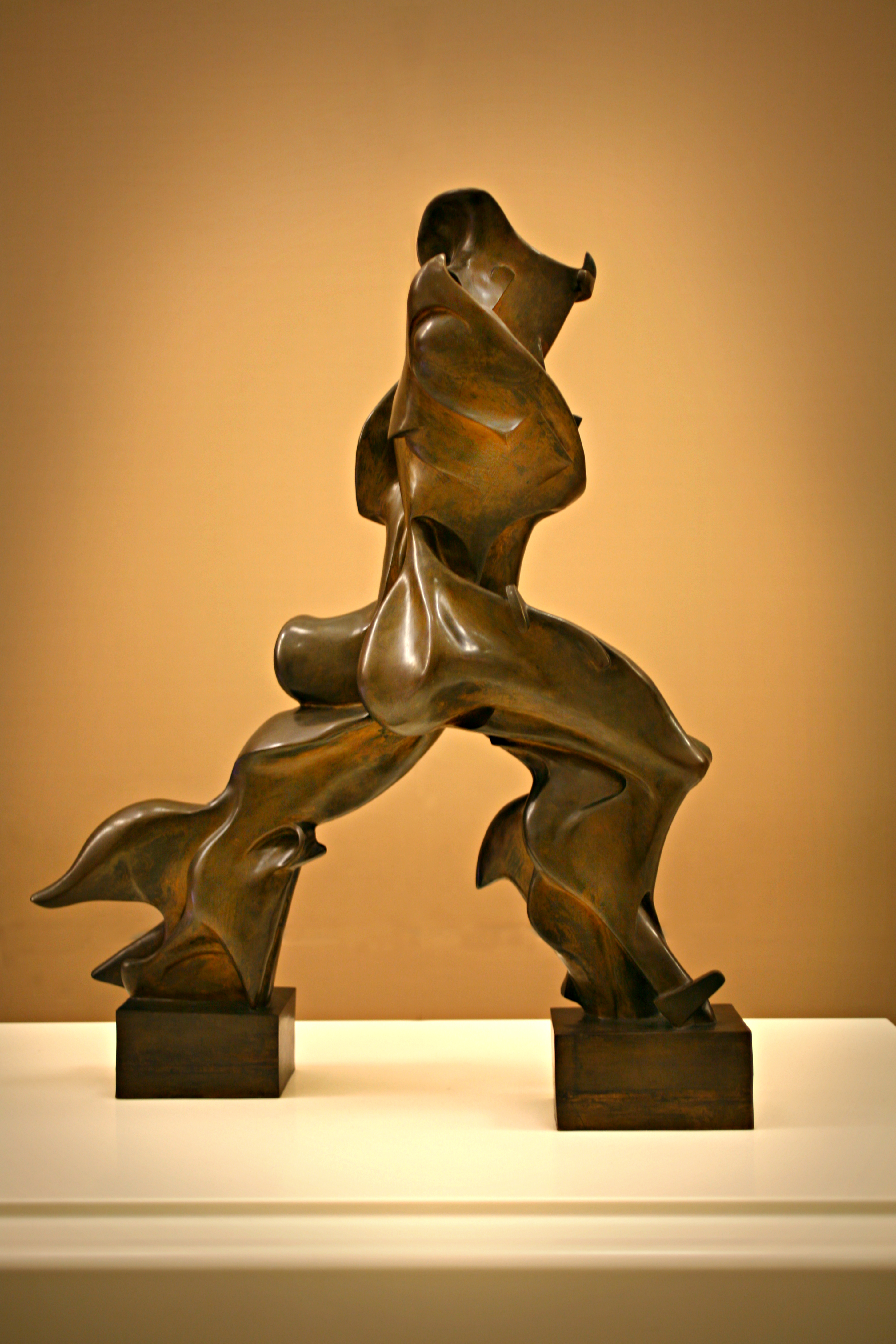
Einzigartige Formen der Kontinuität im Raum, Umberto Boccioni, 1913
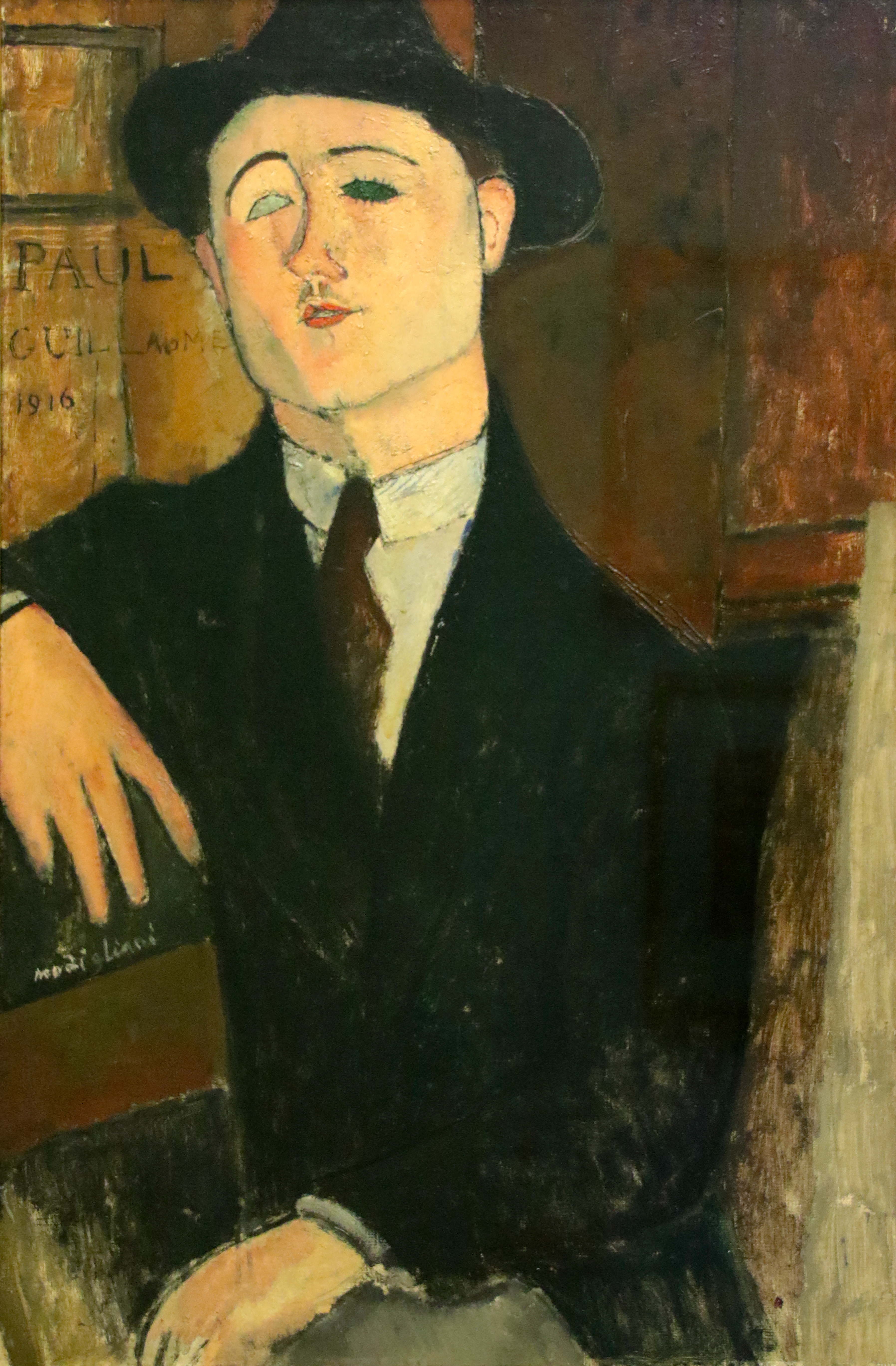
Porträt von Paul Guillaume, Amedeo Modigliani, 1916
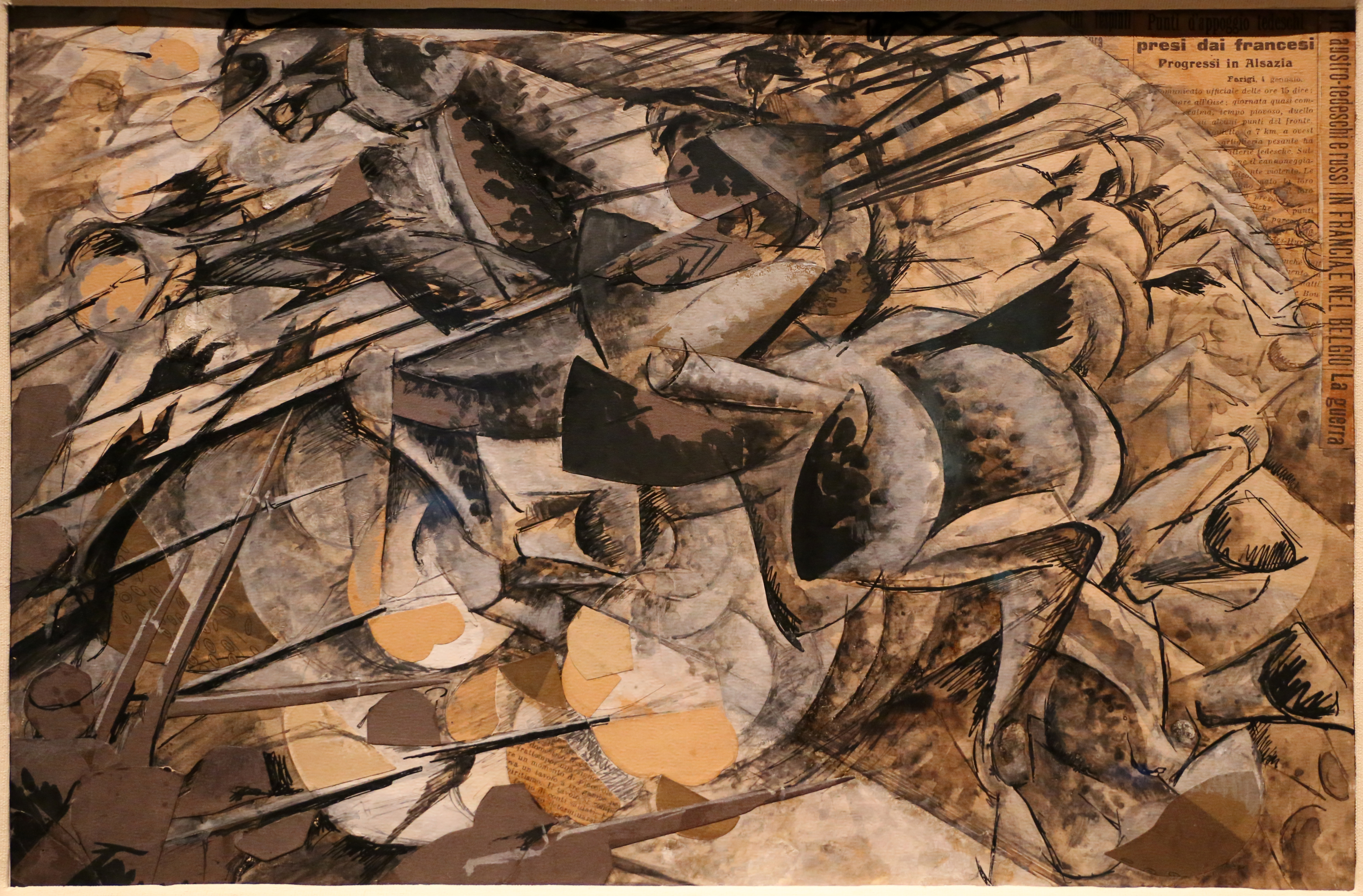
Angriff der Lanzenreiter, Umberto Boccioni, 1916

Im Erdgeschoss befinden sich die Serviceeinrichtungen für Besucher wie die Kasse, die Buchhandlung, das Restaurant und die Cafeteria sowie die Garderobe; im Untergeschoss sind der Vortragssaal und das Lehrlabor untergebracht, während sich im Zwischengeschoss ein kleiner Vorführraum befindet. Ebenfalls im Erdgeschoss befinden sich der Saal für die Wechselausstellungen und der Zugang zur spiralförmigen Rampe, die zum Ausstellungsrundgang führt und in deren Mitte die Skulpturengruppe Die geheimnisvollen Badenden von Giorgio de Chirico steht.
Saal 2 ist der Avantgarde gewidmet und enthält Gemälde von Pablo Picasso, Georges Braque, Paul Klee, Wassily Kandinsky und Amedeo Modigliani. Die folgenden Säle sind dem Futurismus gewidmet und enthalten Werke von Umberto Boccioni, Giacomo Balla, Fortunato Depero, Gino Severini, Carlo Carrà und Ardengo Soffici. Saal 3 ist insbesondere Umberto Boccioni gewidmet, Saal 4 dem Futurismus im Allgemeinen und Saal 5 den Valori Plastici. Die Werke in den Sälen des ersten Stockwerks stammen hauptsächlich aus der Sammlung Jucker, die 1992 von der Stadt Mailand erworben wurde und zahlreiche bedeutende Werke enthält, darunter Il bevitore und Carica dei lancieri von Boccioni, Automobile + velocità + luce von Balla, Notturno a piazza Beccaria von Carrà und Dinamismo di una danzatrice von Severini.

### Zweiter und dritter Stock

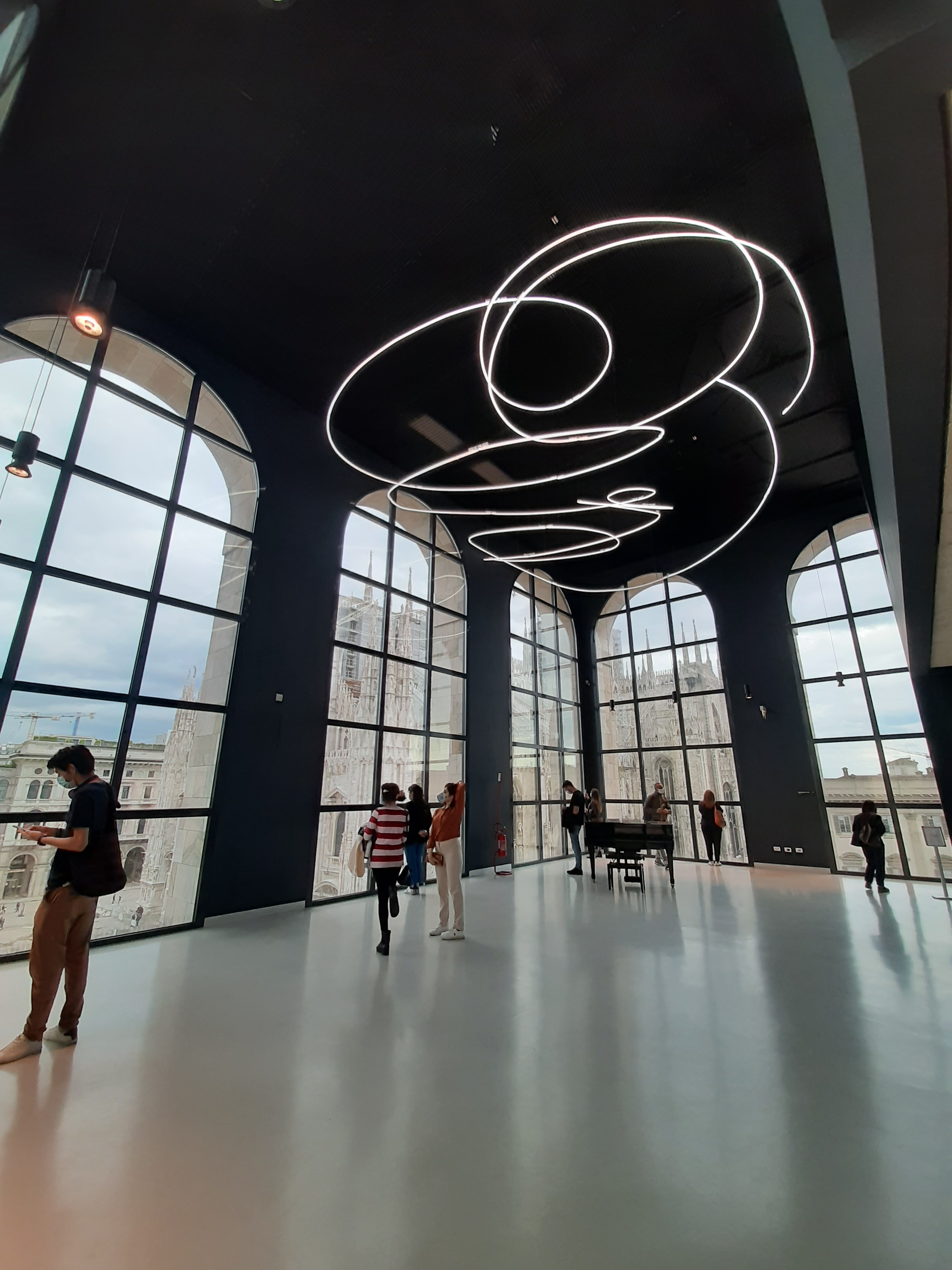
Neon-Struktur, Lucio Fontana, 1951
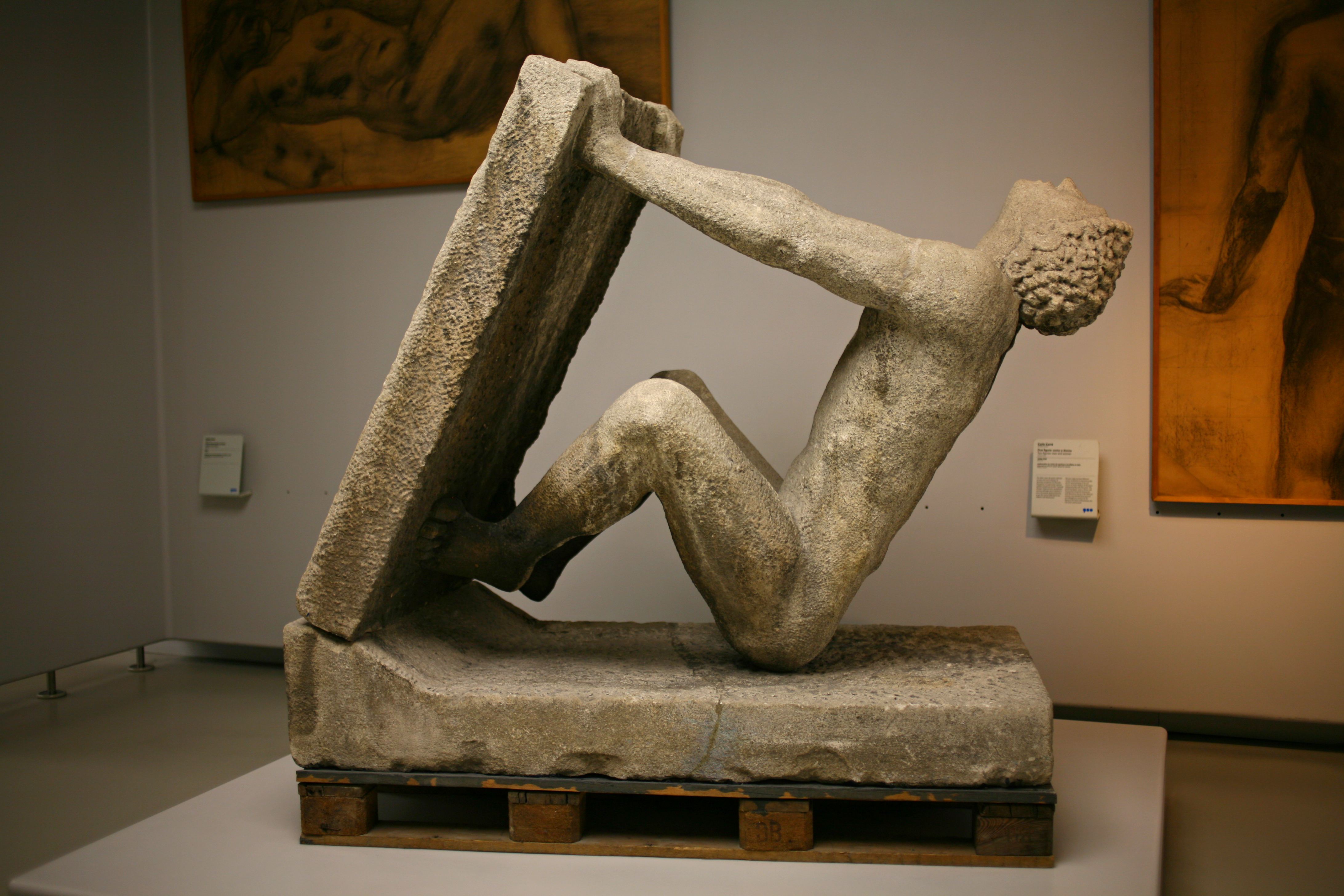
Die Toten von Bligny würden zusammenzucken, Arturo Martini, 1935

Im zweiten Stockwerk sind die Säle 6 bis 13 dem 20. Jahrhundert und der Abstraktion gewidmet, darunter Saal 9 Giorgio Morandi, Saal 11 Fausto Melotti und Saal 13 Marino Marini, aber es befinden sich hier auch Werke von Giorgio de Chirico und Arturo Martini.
Im dritten Stockwerk ist der Saal 14 Lucio Fontana gewidmet: Er befindet sich im obersten Stockwerk des Arengario-Turmes und beherbergt die Decke des Hotel del Golfo auf der Insel Elba aus dem Jahr 1956, seine Weltraumkonzepte aus den 1950er Jahren und die ikonische Neonstruktur. Die Ausstellung setzt sich in Saal 15 fort, der Emilio Vedova gewidmet ist, in Saal 16 Ennio Morlotti und Renato Birolli, in Saal 18 Alberto Burri, in Saal 19 den Künstlern von Azimuth, Piero Manzoni, Enrico Castellani und Agostino Bonalumi und schließlich in Saal 20 Gastone Novelli. In diesem Flügel des Museums sind auch Werke von Giuseppe Capogrossi, Tancredi Parmeggiani, Carla Accardi und Osvaldo Licini ausgestellt.
Ein Übergang führt zu den beiden Sälen im zweiten Stock des Palazzo Reale, wo in Saal 21 die kinetische Kunst und die programmierte Kunst zu sehen sind und in Saal 22 die italienische Pop Art und Neo-Dada. Der Rundgang wird im Saal 24 fortgesetzt, der Luciano Fabro gewidmet ist, und setzt sich mit anderen modernen Künstlern wie Jannis Kounellis, Eliseo Mattiacci und Amalia Del Ponte fort. Die Ausstellung schließt mit den 1980er Jahren mit Werken von Künstlern wie: Domenico Paladino, Nunzio Di Stefano, Paolo Icaro, Giuseppe Spagnulo und Alighiero Boetti.

## Sammlung
Zu Beginn des 20. Jahrhunderts begann die Sammlung der 1903 gegründeten Galleria d'Arte Moderna mit Werken der zeitgenössischen Kunst, die von Mailänder Bürgern an das Städtische Museum von Mailand gespendet und im Sala della Balla des Castello Sforzesco ausgestellt wurden. Die Sammlung wurde 1920 von König Viktor Emanuel III. der Stadt Mailand geschenkt und zog im darauf folgenden Jahr vom Schloss in die Villa Reale in Mailand um, wo die Galerie für moderne Kunst eingerichtet wurde.
Anfang der 1970er Jahre, mit dem Vorhaben, das Civico Museo d'Arte Contemporanea (CIMAC) zu gründen, und dank der Mitarbeit der Kunstkritiker Zeno Birolli, Vittorio Gregotti und Germano Celant, erwarb die Galerie zahlreiche Werke und erweiterte die Sammlung. Im gleichen Zeitraum wurde die Sammlung mit Werken von Carlo Carrà, Marino Marini, Fausto Melotti, Atanasio Soldati und Lucio Fontana bereichert, zu denen über zweitausend Werke aus der Schenkung von Antonio Boschi und Marieda Di Stefano hinzukamen; die Sammlung wuchs somit auf über viertausend Werke an. Zwischen 1984 und 1998 wurde ein Teil der Sammlung im Obergeschoss des Palazzo Reale in Mailand vom CIMAC ausgestellt.
Am 28. Oktober 2022 wurden sechsundzwanzig Werke aus der Mattioli-Sammlung in das Ausstellungsprogramm des Museums aufgenommen.
Ausgestellt sind rund vierhundert Werke aus verschiedenen Kunstepochen, vom Futurismus bis zur Metaphysik, von der Gruppo Forma 1 bis zur italienischen Transavantgarde. den Gruppen von Mailand, Rom und Turin und der Arte Povera mit Künstlern wie Pellizza da Volpedo, Boccioni, Marini, Modigliani, de Chirico, Sironi, Garau, Fontana und Martini. Das Museum verfügt auch über ein reiches Archiv mit Werken von Künstlern wie Filiberto Sbardella.

### Bedeutende Werke
- Giacomo Balla, Mädchen läuft auf dem Balkon, 1912
- Mario Bardi, Unterdrückung, 1973
- Giorgio Morandi, Stilleben mit Schaufensterpuppe, 1919
- Umberto Boccioni, Einzigartige Formen der Kontinuität im Raum, 1913
  - Entwicklung einer Flasche im Weltraum, 1913–1935
  - Geisteszustände (Erste Version), 1911
- Wassily Kandinskij, Komposition, 1916
- Amedeo Modigliani, Porträt von Paul Guillaume, 1916
  - Ritratto di Beatrice Hastings, 1915
- Giorgio de Chirico, Der verlorene Sohn, 1922
  - Die geheimnisvollen Badenden, 1973
- Arturo Martini, Der Sitz, 1934
  - Der Genesende, 1932
  - Die Toten von Bligny würden zusammenzucken, 1935–1936
- Antonio Donghi, Margherita, 1936
- Pablo Picasso, Femme Nue (Nackte Frau), 1907
  - La bouteille de Bass, 1912–1914
- Lucio Fontana. Weltraumdecke, 1956
- Piero Manzoni, Künstlerscheiße, 1961
- Henri Matisse, Odalisca, 1925
- Piet Mondrian, Leuchtturm von Westkapelle, 1909–1910
- Paul Klee, Wald Bau, 1919